# Blues Hall of Fame

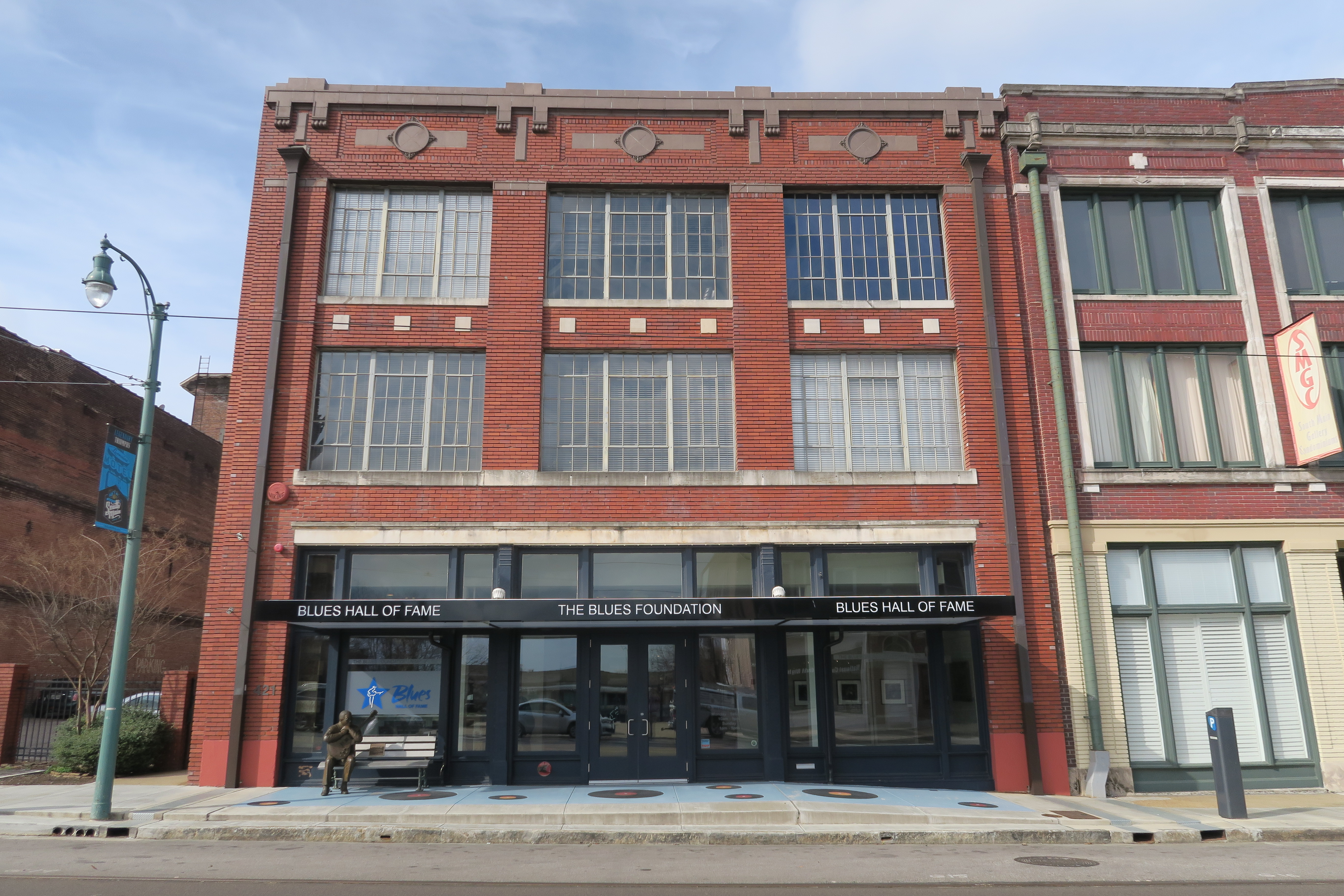
Blues Hall of Fame, Memphis Tennessee

Die Blues Hall of Fame ist die Ehrengalerie der Blues Foundation, einer gemeinnützigen Einrichtung in Memphis, Tennessee, die sich die Förderung des Blues zum Ziel gesetzt hat.
Seit 1980 werden Pioniere des Blues durch die Aufnahme in die „Hall of Fame“ für ihre Leistung ausgezeichnet. Die Auszeichnungen wurden in Memphis, Los Angeles und Washington, D.C. verliehen. Es gibt keine Einreichungen oder Nominierungsprozess. Eine Gruppe ausgewählter Bluesexperten trifft sich im Herbst und gibt nach einer langen Diskussion Stimmen in den fünf Kategorien ab.
- Performers
- Non-Performers
- Classics of Blues Literature
- Classics of Blues Recordings (Songs)
- Classics of Blues Recordings (Albums)

## Einträge der Blues Hall of Fame
| Jahr | Performer | Non-Performer                                                                           | Classics of Blues Recordings (Songs) | Classics of Blues Recordings (Albums) | Classics of Blues Literature |
| ---- | --- | --------------------------------------------------------------------------------------- | --- | --- | --- |
| 1980 | - Big Bill Broonzy - Willie Dixon - John Lee Hooker - Lightnin’ Hopkins - Son House - Howlin’ Wolf - Elmore James - Blind Lemon Jefferson - Robert Johnson - B. B. King - Little Walter - Memphis Minnie - Muddy Waters - Charley Patton - Jimmy Reed - Bessie Smith - Otis Spann - T-Bone Walker - Sonny Boy Williamson I. - Sonny Boy Williamson II. |                                                                                         | | | |
| 1981 | - Bobby Blue Bland - Roy Brown - Blind Willie McTell - Professor Longhair - Tampa Red |                                                                                         | | | |
| 1982 | - Big Walter Horton - Freddie (Freddy) King - Leroy Carr - Magic Sam - Ray Charles |                                                                                         | | - King of the Delta Blues Singers Robert Johnson (Columbia, 1961) | - Blues and Gospel Records 1902–1942 Robert M.W. Dixon und John Godrich - Blues Unlimited Magazine Simon Napier und Mike Leadbitter - Living Blues Magazine Bruce Iglauer, Jim O’Neal, Amy van Singel, Paul Garon et al. |
| 1983 | - Albert King - Big Joe Turner - Louis Jordan - Ma Rainey - Robert Nighthawk |                                                                                         | - Call It Stormy Monday (But Tuesday Is Just As Bad) T-Bone Walker (Black & White, 1947) - Dust My Broom Elmore James (Trumpet, 1951) - Hellhound on My Trail Robert Johnson (ARC/Vocalion, 1937) - Sweet Home Chicago Robert Johnson (Vocalion, 1936) - Worried Life Blues Big Maceo (Bluebird, 1941)                                     | - Founder of the Delta Blues Charley Patton (Yazoo, 1970) - King of the Delta Blues Singers, Vol. II Robert Johnson (Columbia, 1970) - Live at the Regal B. B. King (ABC-Paramount, 1965) - McKinley Morganfield A.K.A. Muddy Waters Muddy Waters (Chess, 1971) - The Best of Muddy Waters Muddy Waters (Chess, 1958) | - Blues Who’s Who: A Biographical Dictionary of Blues Singers Sheldon Harris |
| 1984 | - Hound Dog Taylor - Otis Rush - Big Mama Thornton |                                                                                         | - Got My Mojo Working Muddy Waters (Chess, 1960) - I’m Your Hoochie Coochie Man Muddy Waters (Chess, 1954) - The Things That I Used to Do Guitar Slim (Specialty, 1953) | - Boss Blues Harmonica Little Walter (Chess, 1972) - Hoodoo Man Blues Junior Wells (Delmark, 1966) - West Side Soul Magic Sam Blues Band (Delmark, 1968) | - Deep Blues Robert Palmer |
| 1985 | - Buddy Guy - Chuck Berry - J. B. Hutto - Slim Harpo |                                                                                         | - Boogie Chillen’ John Lee Hooker (Modern, 1948) - Smokestack Lightning Howlin’ Wolf (Chess, 1956) - The Thrill Is Gone B. B. King (ABC Bluesway, 1969) | - Born Under a Bad Sign Albert King (Stax, 1967) - Chester Burnett A.K.A Howlin’ Wolf Howlin’ Wolf (Chess, 1972) - Howlin’ Wolf (Chess, 1962) | - Blues Records 1943–1966 Mike Leadbitter & Neil Slaven |
| 1986 | - Albert Collins - Leadbelly - Tommy Johnson |                                                                                         | - Cross Road Blues Robert Johnson (ARC/Vocalion, 1936) - Juke Little Walter (Checker, 1952) - Mannish Boy Muddy Waters (Chess, 1955) | - I Am the Blues Willie Dixon (Columbia, 1970) - Ice Pickin’ Albert Collins (Alligator, 1978) - Live Wire/Blues Power Albert King (Stax, 1968) | - Chicago Breakdown (Chicago Blues) Mike Rowe |
| 1987 | - Eddie Taylor - Percy Mayfield - Sonny Terry |                                                                                         | - Big Road Blues Tommy Johnson (Victor, 1928) - Help Me Sonny Boy Williamson II. (Checker, 1963) - Please Send Me Someone to Love Percy Mayfield (Specialty, 1950) | - Blues Before Sunrise Leroy Carr (Columbia, 1962) - Hide Away Freddie King (King, 1969) - Two Steps from the Blues Bobby „Blue“ Bland (Duke, 1961) | - The Story of the Blues Paul Oliver |
| 1988 | - Jay McShann - Johnny Winter - Little Milton - Mississippi John Hurt |                                                                                         | - Born Under a Bad Sign Albert King (Stax, 1967) - How Long, How Long Blues Leroy Carr (Vocalion, 1928) - Pony Blues Charley Patton (Paramount, 1929) | - Down on Stovall’s Plantation Muddy Waters (Testament, 1966) - The Chess Box Muddy Waters (P-Vine Special, 1985) - The Original Flair & Meteor Sides Elmore James (Ace, 1984) | - The Blues Fell This Morning (The Meaning of the Blues) Paul Oliver |
| 1989 | - Clifton Chenier - Memphis Slim - Robert Jr. Lockwood |                                                                                         | - Come On in My Kitchen Robert Johnson (ARC/Vocalion, 1936) - Driftin’ Blues Johnny Moore’s Three Blazers (Philo, 1945) - Long Distance Call Muddy Waters (Chess, 1951) | - Live on Maxwell Street 1964 Robert Nighthawk (Rounder, 1980) - Right Place, Wrong Time Otis Rush (Bullfrog, 1976) - Showdown! Albert Collins, Robert Cray & Johnny Copeland (Alligator, 1985) - The World’s Greatest Blues Singer Bessie Smith (Columbia, 1970)                                                     | - Feel Like Going Home Peter Guralnick |
| 1990 | - Blind Blake - Bukka White - Lonnie Johnson |                                                                                         | - Big Boss Man Jimmy Reed (Vee-Jay, 1960) - Good Morning, School Girl Sonny Boy Williamson I. (Bluebird 1937) - Terraplane Blues Robert Johnson (ARC/Vocalion, 1936) | - Black Magic Magic Sam Blues Band (Delmark, 1969) - The Chess Box Willie Dixon (Various Artists) (MCA Chess, 1989) - The Complete 1931 Session Skip James (Yazoo, 1986) | - Big Bill Blues: William Broonzys Story Yannick Bruynoghe |
| 1991 | - Billie Holiday - Fred McDowell - Sleepy John Estes - Sunnyland Slim | - Leonard Chess                                                                         | - Killing Floor Howlin’ Wolf (Chess, 1964) - Nine Below Zero Sonny Boy Williamson II. (Trumpet, 1951) - Rocket 88 Jackie Brenston and His Delta Cats (Chess, 1951) - The Sky Is Crying Elmore James (Fire, 1959) | - Can’t Get No Grindin’ Muddy Waters (Chess, 1973) - Chicago/The Blues/Today! Vol. 1-3 Various Artists (Vanguard, 1966) - The Best of Little Walter Little Walter (Checker, 1958) | - Big Road Blues David Evans - Conversation with the Blues Paul Oliver - The Country Blues Samuel Charters |
| 1992 | - Big Joe Williams - Johnny Shines - Skip James |                                                                                         | - Baby, Please Don’t Go Big Joe Williams (Bluebird, 1935) - Statesboro Blues Blind Willie McTell (Victor, 1928) | - Blues From the Gutter Champion Jack Dupree (Atlantic, 1958) - Father of the Folk Blues Son House (Columbia, 1965) - Parchman Farm Bukka White (Columbia, 1970) - The Complete Recordings Robert Johnson (Columbia/Legacy, 1990)                                                                                     | - I Am the Blues: The Willie Dixon Story Willie Dixon mit Don Snowden |
| 1993 | - Champion Jack Dupree - Lowell Fulson |                                                                                         | - Reconsider Baby Lowell Fulson (Checker, 1954) | - Chicago Bound Jimmy Rogers (Chess, 1970) | - Urban Blues Charles Keil |
| 1994 | - Arthur „Big Boy“ Crudup - Wynonie Harris | - Bill „Hoss“ Allen - Gene Nobles - John & Alan Lomax - John R.                         | - I Can’t Quit You Baby Otis Rush (Cobra 1956) - Texas Flood Larry Davis (Duke, 1958) | - The Complete Recordings of T-Bone Walker 1940–1954 T-Bone Walker (Mosaic, 1990) | - Nothing But the Blues: The Music and the Musicians Lawrence Cohn |
| 1995 | - Jimmy Rogers | - Phil Chess                                                                            | - Wang Dang Doodle Koko Taylor (Checker, 1965) | - Boss of the Blues Big Joe Turner (Atlantic, 1956) - Otis Spann Is the Blues Otis Spann with Robert Lockwood, Jr. (Candid, 1961) | - Searching for Robert Johnson: The Life and Legend of the „King of the Delta Blues“ Peter Guralnick - The Land Where the Blues Began Alan Lomax                                                                         |
| 1996 | - Charles Brown - David Honeyboy Edwards | - Bob Koester - Pete Welding                                                            | - Don’t Start Me Talkin’ Sonny Boy Williamson II. (Checker, 1955) | - Hound Dog Taylor & the Houserockers (Alligator, 1971) | - Sweet Soul Music: Rhythm and Blues and the Southern Dream of Freedom Peter Guralnick |
| 1997 | - Brownie McGhee - Koko Taylor | - Bruce Iglauer                                                                         | - Baby Scratch My Back Slim Harpo (Excello, 1965) | - Paul Butterfield Blues Band (Elektra, 1965) | - Honkers and Shouters: The Golden Years of Rhythm & Blues Arnold Shaw |
| 1998 | - Junior Wells - Luther Allison | - Lillian McMurry - Sam Phillips                                                        | - Messing with the Kid Junior Wells (Chief, 1960) | - I’ll Play the Blues for You Albert King (Stax, 1972) | - Blues from the Delta William R. Ferris |
| 1999 | - Clarence Gatemouth Brown - Roosevelt Sykes | - Chris Strachwitz - Lester Melrose                                                     | - Dark Was the Night Blind Willie Johnson (Columbia, 1927) | - Blues Hit Big Town Junior Wells (Delmark, 1977) | - The World Don’t Owe Me Nothing David Honeyboy Edwards |
| 2000 | - Johnny Otis - Stevie Ray Vaughan | - Dick Waterman                                                                         | - Down Home Blues Z. Z. Hill (Malaco, 1982) | - Mississippi Delta Blues Mississippi Fred McDowell (Arhoolie, 1964) | - The Country Blues Samuel Charters |
| 2001 | - Etta James - Junior Parker - Rufus Thomas | - Robert Palmer - Theresa Needham                                                       | - Shake, Rattle and Roll Big Joe Turner (Atlantic, 1954) | - The Complete Plantation Recordings Muddy Waters (MCA Chess, 1993) | - Stormy Monday: The T-Bone Walker Story Helen Dance |
| 2002 | - Big Maceo Merriweather - Ruth Brown | - Jim O’Neal                                                                            | - Goin’ Down Slow St. Louis Jimmy Oden (Bluebird, 1941) | - Live in Cook County Jail B. B. King (ABC, 1971) | - Spinning Blues into Gold: The Chess Brothers and the Legendary Chess Records Nadine Cohodas |
| 2003 | - Dinah Washington - Fats Domino - Pinetop Perkins - Sippie Wallace | - Ralph Bass                                                                            | - Part Time Love Little Johnny Taylor (Galaxy, 1963) | - It’s My Life Baby! Junior Wells (Vanguard, 1966) | - Can’t Be Satisfied: The Life and Times of Muddy Waters Robert Gordon |
| 2004 | - Blind Boy Fuller - Bo Diddley | - J. Mayo Williams                                                                      | - Baby What You Want Me to Do Jimmy Reed (Vee-Jay, 1959) | - Raining in My Heart Slim Harpo (Excello, 1961) | - Juke Blues Magazine Cilla Huggins, John Broven & Bez Turner, 1985 |
| 2005 | - Ike Turner - Walter Davis | - H. C. Speir                                                                           | - Black Night Charles Brown (Aladdin, 1951) | - Down Home Z. Z. Hill (Malaco Records, 1982) | - Blues People: Negro Music in White America LeRoi Jones |
| 2006 | - Bobby Rush - James Cotton - Paul Butterfield - Roy Milton | - Joe, Jules, Lester und Saul Bihari - Bobby Robinson - Jerry Wexler                    | - Devil Got My Woman Skip James (Paramount, 1931) - Honky Tonk, Parts 1 & 2 Bill Doggett (King, 1956) - Hound Dog Big Mama Thornton (Peacock, 1952) | - I Do Not Play No Rock ’n’ Roll Mississippi Fred McDowell (Capitol, 1970) - Screamin’ and Hollerin’ the Blues: The Worlds of Charley Patton Charley Patton (Revenant, 2001) - Tell Mama Etta James (Cadet, 1968) | - Blues & Rhythm Magazine Paul Vernon, Tony Burke - Chasin’ That Devil’s Music Gayle Dean Wardlow, Edward Komara |
| 2007 | - Dave Bartholomew - Dr. John - Guitar Slim - Sister Rosetta Tharpe | - Ahmet Ertegün - Art Rupe                                                              | - Black Angel Blues Robert Nighthawk (Aristocrat, 1949) - Death Letter Son House (Columbia, 1965) - Hide Away Freddie King (Federal, 1961) | - Angola Prisoners’ Blues Robert Pete Williams & others (Louisiana Folklore Society, 1959) - Down and Out Blues Sonny Boy Williamson II. (Checker, 1960) - Driving Wheel Little Jr. Parker (Duke, 1962) | - Blues With a Feeling: The Little Walter Story Tony Glover, Scott Dirks & Ward Gaines |
| 2008 | - Hubert Sumlin - Jimmy McCracklin - Jimmy Witherspoon - Johnny Guitar Watson - Mississippi Sheiks - Peetie Wheatstraw | - John Hammond - Paul Oliver                                                            | - Back-Water Blues Bessie Smith (Columbia, 1927) - Double Trouble Otis Rush (Cobra, 1958) - My Babe Little Walter (Checker, 1955) | - Etta James Rocks the House Etta James (Argo, 1964) - Freddy King Sings Freddie King (King, 1961) - I’m Jimmy Reed Jimmy Reed (Vee-Jay, 1958) - Members Only Bobby Bland (Malaco, 1985) - Piney Woods Blues Big Joe Williams (Delmark, 1958)                                                                         | - 7 Guitars August Wilson - Moanin’ at Midnight: The Life and Times of Howlin’ Wolf James Segrest & Mark Hoffman |
| 2009 | - Irma Thomas - Reverend Gary Davis - Son Seals - Taj Mahal | - Bob Porter - Clifford Antone - Mike Leadbitter                                        | - Boom Boom John Lee Hooker (Vee-Jay, 1961) - Caldonia Louis Jordan (Decca, 1945) - Sitting on Top of the World Mississippi Sheiks (Okeh, 1930) | - Amtrak Blues Alberta Hunter (Columbia, 1978) - Blues With a Feeling Newport Folk Festival Classics Various Artists (Vanguard, 1993) - T-Bone Blues T-Bone Walker (Atlantic, 1959) | - I Hear You Knockin Jeff Hannusch |
| 2010 | - Amos Milburn - Bonnie Raitt - Charlie Musselwhite - Gus Cannon und Cannon’s Jug Stompers - Lonnie Brooks - W. C. Handy | - Peter Guralnick - Sonny Payne                                                         | - All Your Love (I Miss Loving) Otis Rush (Cobra, 1958) - Fever Little Willie John (King, 1956) - Key to the Highway Big Bill Broonzy (OKeh, 1941) - Match Box Blues Blind Lemon Jefferson (OKeh/Paramount, 1927) - Spoonful Howlin’ Wolf (Chess, 1960)                                                                                    | - Hung Down Head Lowell Fulson (Chess, 1970) - I Hear Some Blues Downstairs Fenton Robinson (Alligator, 1977) - Strong Persuader Robert Cray (Mercury, 1986) | - The Bluesmen Samuel Charters |
| 2011 | - Alberta Hunter - Big Maybelle - Denise LaSalle - J. B. Lenoir - John Hammond - Robert Cray | - Bruce Bromberg - John W. Work III - Samuel Charters - Vivian Carter und Jimmy Bracken | - Ain’t Nobody’s Business Jimmy Witherspoon (Supreme, 1947) - Five Long Years Eddie Boyd (J.O.B., 1952) - Hard Time Killin’ Floor Blues Skip James (Paramount, 1931) - Love in Vain Robert Johnson (Vocalion, 1937) | - False Accusations Robert Cray (HighTone 1985) - Night Beat Sam Cooke (RCA Victor 1963) - The Real Folk Blues Howlin’ Wolf (Chess 1965) | - Walking to New Orleans: The Story of New Orleans Rhythm & Blues John Broven |
| 2012 | - Allen Toussaint - Billy Boy Arnold - Buddy & Ella Johnson - Frank Stokes - Furry Lewis - Lazy Lester - Matt „Guitar“ Murphy - Mike Bloomfield | - Doc Pomus - Horst Lippmann und Fritz Rau - Pervis Spann                               | - All Your Love Magic Sam (Cobra, 1957) - It Hurts Me Too Tampa Red (Bluebird, 1940) - Pine Top’s Boogie Woogie Pinetop Smith (Vocalion, 1928) | - Bad Influence The Robert Cray Band (HighTone, 1983) - Damn Right, I’ve Got the Blues Buddy Guy (Silvertone, 1991) | - Bessie Chris Albertson - The Voice of the Blues Jim O’Neal & Amy van Singel |
| 2013 | - Earl Hooker - Jimmie Rodgers - Jody Williams - Joe Louis Walker - Little Brother Montgomery - Otis Clay | - Cosimo Matassa - Dave Clark - Henry Glover                                            | - Canned Heat Blues Tommy Johnson (Victor, 1928) - How Many More Years Howlin’ Wolf (Chess, 1951) - Let the Good Times Roll Louis Jordan (Decca, 1946) - Me and My Chauffeur Blues Memphis Minnie (OKeh, 1941) - Mystery Train Little Junior’s Blue Flames (Sun, 1953)                                                                     | - Complete Recorded Works/Texas Worried Blues Henry Thomas (Herwin, 1975/Yazoo, 1989) - Louis Jordan’s Greatest Hits Louis Jordan (Decca, 1969) - More Real Folk Blues Howlin’ Wolf (Chess, 1967) | - Soulsville, U.S.A.: The Story of Stax Records Rob Bowman (Schirmer, 2003) |
| 2014 | - Big Jay McNeely - Eddie Shaw - Eddie „Cleanhead“ Vinson - R. L. Burnside - Robert Pete Williams | - Dick Shurman - Don Robey - Mike Kappus                                                | - After Hours Erskine Hawkins and His Orchestra (Bluebird, 1940) - Catfish Blues Robert Petway (Bluebird, 1941) - High Water Everywhere, Parts I & II Charley Patton (Paramount, 1930) - It’s Tight Like That Tampa Red & Georgia Tom (Vocalion, 1928) - Milk Cow Blues Kokomo Arnold (Decca, 1934)                                        | - Hawk Squat J. B. Hutto (Delmark, 1969) - Moanin’ in the Moonlight Howlin’ Wolf (Chess, 1959) | - Dream Boogie: The Triumph of Sam Cooke Peter Guralnick (Little, Brown and Company, 2005) |
| 2015 | - Eric Clapton - Little Richard - Tommy Brown |                                                                                         | | | |
| 2016 | - Elvin Bishop - Eddy Clearwater - Jimmy Johnson - John Mayall - Memphis Jug Band | - Tommy Couch und Wolf Stephenson                                                       | - Crazy Blues Mamie Smith (OKeh, 1920) - That’s All Right Jimmy Rogers (Chess, 1950) - I Wish You Would Billy Boy Arnold (Vee-Jay, 1955) - Merry Christmas Baby Johnny Moore’s Three Blazers mit Charles Brown (Exclusive, 1947) - Blues Before Sunrise Leroy Carr und Scrapper Blackwell (Vocalion, 1934)                                 | - Blues in the Mississippi Night Various Artists (Nixa, 1957/United Artists, 1959) | - Early Downhome Blues: A Musical and Cultural Analysis Jeff Todd Titon |
| 2017 | - Johnny Copeland - Henry Gray - Willie Johnson - Latimore - Magic Slim - Mavis Staples | - Amy van Singel                                                                        | - Bo Diddley (Checker, 1955) - Hi-Heel Sneakers Tommy Tucker (Chess, 1963) - I Ain’t Superstitious Howlin’ Wolf (Chess, 1961) - I’ll Play the Blues For You Albert King (Stax, 1971) - Preachin’ the Blues Son House (Paramount, 1930) | - Real Folk Blues John Lee Hooker (Chess, 1959) | - Father of the Blues W.C. Handy |
| 2018 | - The Aces - Georgia Tom Dorsey - Sam Lay - Mamie Smith - Roebuck „Pops“ Staples | - Al Benson                                                                             | - Crosscut Saw Albert King (Stax, 1966) - Green Onions Booker T. & the M.G.’s (Stax/Volt, 1962) - I’m a Man Bo Diddley (Checker, 1955) - Roll ’Em Pete Big Joe Turner (Vocalion, 1938) - See See Rider Blues Ma Rainey (Paramount, 1924)                                                                                                   | - Blues is King B. B. King (ABC BluesWay, 1967) | - I Feel So Good: The Life and Times of Big Bill Broonzy Bob Riesman |
| 2019 | - Aretha Franklin - Booker T. & the M.G.’s - Count Basie - Ida Cox - Pee Wee Crayton | - Moe Asch                                                                              | - Everyday I Have the Blues B. B. King (RPM, 1954) - I Got a Woman Ray Charles (Atlantic, 1954) - Rollin’ Stone Muddy Waters (Chess, 1950) - Shake Your Moneymaker Elmore James (Fire, 1961) - The St. Louis Blues Bessie Smith (Columbia, 1925)                                                                                           | - The Sky Is Crying Elmore James (Sphere Sound, 1965) | - Lost Delta Found: Rediscovering the Fisk University-Library of Congress Coahoma County Study, 1941-1942 John W. Work, Lewis Wade Jones, Samuel C. Adams Jr.                                                            |
| 2020 | - Eddie Boyd - Victoria Spivey - Billy Branch - Bettye LaVette - Syl Johnson - George „Harmonica“ Smith | - Ralph Peer                                                                            | - That’s All Right (Mama) Arthur Crudup (RCA Victor, 1946) - Mama, He Treats Your Daughter Mean Ruth Brown (Atlantic, 1952) - Trouble in Mind Bertha Hill (OKeh, 1926) - Future Blues Willie Brown (Paramount, 1930) - 3 O’Clock Blues B. B. King (RPM, 1951)                                                                              | - The Chess Box Howlin’ Wolf (MCA/Chess 1991) | - Earl Hooker, Blues Master Sebastian Danchin |
| 2022 | - Lucille Bogan - Little Willie John - Johnnie Taylor | - Mary Katherine Aldin - Otis Blackwell                                                 | - Eyesight to the Blind Sonny Boy Williamson II. (Trumpet, 1951) - Farther Up the Road Bobby „Blue“ Bland (Duke, 1957) - Good Rocking Tonight Roy Brown (DeLuxe, 1947) - Rock Me Baby B. B. King (Kent, c. 1964) - Rollin’ and Tumblin’ Baby Face Leroy Trio (Parkway, 1950)                                                               | - Bo Diddley (Chess/Checker, 1958) | - Red River Blues: The Blues Tradition in the Southeast Bruce Bastin (University of Illinois Press, 1986) |
| 2023 | - Esther Phillips - John Primer - Carey Bell - Junior Kimbrough - Snooky Pryor - Fenton Robinson - Josh White | - David Evans                                                                           | - Black Nights Lowell Fulson (Kent, 1965) - I’m Tore Down Freddy King (Federal, 1961) - My Black Mama Son House (Paramount, 1930) - Mojo Hand Lightnin’ Hopkins (Fire, 1960) - The Red Rooster Howlin’ Wolf (Chess, 1961) | - The Complete Chess Masters (1950-1967) Little Walter (Hip-O Select, 2009) | - The Original Blues: The Emergence of the Blues in African American Vaudeville 1899-1926 Lynn Abbott & Doug Seroff (University Press of Mississippi, 2017)                                                              |
| 2024 | - Lil’ Ed and The Blues Imperials - Lurrie Bell - Sugar Pie DeSanto - Scrapper Blackwell - O. V. Wright - Jimmy Rushing - Odetta | - William R. Ferris                                                                     | - Why Don’t You Do Right? Lil Green (Bluebird, 1941) - Driving Wheel Junior Parker (Duke, 1961) - Key to the Highway Jazz Gillum (Bluebird, 1940) - Okie Dokie Stomp Clarence „Gatemouth“ Brown (Peacock, 1954) - I Ain’t Got You Billy Boy Arnold (Vee-Jay, 1955)                                                                         | - Here’s the Man!!! Bobby Bland (Duke, 1962) | - Blues Legacies and Black Feminism: Gertrude „Ma“ Rainey, Bessie Smith, and Billie Holiday Angela Davis (Pantheon, 1998)                                                                                                |
| 2025 | - Bob Stroger - William Bell - Blind Willie Johnson - Henry Townsend - Jessie Mae Hemphill | - Bob Geddins                                                                           | - Nobody Knows You When You’re Down and Out Bessie Smith (Columbia Records, 1923) - Guitar Rag Sylvester Weaver (Okeh Records, 1923) - Don’t Mess with My Man Irma Thomas (Ron Records, 1959) - Why I Sing the Blues B. B. King (BluesWay Records, 1969) - See That My Grave Is Kept Clean Blind Lemon Jefferson (Paramount Records, 1927) | - Gold Star Sessions Lightnin’ Hopkins (Arhoolie Records, 1962) | - Woman With Guitar: Memphis Minnie’s Blues Beth and Paul Garon (1998) |